# Бровиков, Иван Семёнович
Иван Семёнович Бровиков (19 июля (1 августа) 1916 года, с. Ольхи, Шацкий уезд, Тамбовская губерния, Российская империя — 14 сентября 1981 года, Москва, СССР) — советский учёный-педагог, член-корреспондент АПН СССР (1968).

## Биография
Родился 19 июля (1 августа) 1916 года в селе Ольхи Шацкого уезда Тамбовской губернии, в семье крестьян.
В 1937 году отец был репресирован, ст. 58, п. 10.
В 1939 году — с отличием окончил механико-математический факультет МГУ.
По распределению был направлен в Коми государственный педагогический институт, где работал старшим преподавателем кафедры математики до начала войны.
Участник Великой Отечественной войны, воевал на Западном и Северо-Западном фронтах, а в последние годы был в составе 5-й гвардейской Армии (I Украинский фронт).
В 1947 году — защитил кандидатскую диссертацию, тема: «Распространение стационарных звуковых волн в центральносимметричном поле адиабатических течений газа».
В 1954 году — защитил докторскую диссертацию.
С 1956 по 1978 годы — заведующий кафедрой математики во Всесоюзном заочном институте текстильной и легкой промышленности, работал преподавателем в различных ВУЗах.
В 1965 году — избран членом-корреспондентом АПН РСФСР от Отделения дидактики и частных методик, а в 1968 году — стал членом-корреспондентом АПН СССР.
Иван Семёнович Бровиков умер 14 сентября 1981 года в Москве.

## Научная деятельность
Специалист в области океанографии и высшей математики.
Область научных интересов: геофизика.
Сторонник изучения в школе элементов теории вероятностей и математической статистики.
Более 10 лет был членом Экспертного совета ВАК СССР.
Основные труды: учебные пособия «Линейное программирование» (1963), «Краткий курс линейного программирования» (1967).

## Награды
- Орден Красной Звезды (1945)
- Медаль «За боевые заслуги» (1945)
- Медаль «За оборону Москвы»
- Премия имени Ю. М. Шокальского — за выполнение фундаментальных работ по исследованию статистических характеристик элементов волн глубокого моря и по измерению волн при выходе на мелководье